# Stjepan Babić (nyelvész)
Stjepan Babić (Oriovac, 1925. november 29. – Zágráb, 2021. augusztus 27.) horvát nyelvész, akadémikus.

## Élete
Szlavóniában, a Dilj-hegység délnyugati lejtői alatt fekvő Oriovacon született, de szülei Zagorjéből származnak. Elemi iskolába Oriovacon, középiskolába Bródra, Eszékre és Zágrábba járt, ahol 1947-ben érettségizett. 1948-ban Industrogradnja építőipari vállalatnál kapott állást, és ugyanebben az évben politikai okokból a Petrinjskában (börtön) kötött ki. A Petrinjska után 1949-ben beiratkozott a Zágrábi Egyetem Filozófiai Karára, ahol 1955-ben diplomázott jugoszláv nyelvek és irodalom, orosz nyelv és irodalom, valamint német nyelv szakon. Ezután is a karon maradt asszisztensként. 1962-be doktorált. 1975-ben az egyetem rendes tanára lett. 1989 és 1992 között a Matica hrvatska alelnöke, majd 1993 és 1997 között a horvát parlament egyik házának, a megyei háznak a tagja volt.

## Munkássága
Stjepan Babić a 20. század második felének egyik legjelentősebb horvát nyelvésze volt. Szlávistaként tanult, és Horvátországban az elsők között szakított a nyelvészetnek a fiatal nyelvészek között kialakult szemléletével. Dalibor Brozović-tyal és Radoslav Katičić-tyal (valamint Bulcsú László hatására) az ún. prágai iskola (Jakobson, Trubecka) nyelvi strukturalizmusát, mint a kortárs nyelvészet meghatározó irányzatát vezette be. Babić munkássága több területen is kifejeződött:
Tankönyvek és kézikönyvek írójaként (Stjepko Težakkal, Božidar Finkkel és Milan Moguš-sal együtt) Stjepan Babićnak nemzedékek váltak örökre adósává. A horvát nyelvi kultúra meghatározója volt. Műveinek legendás betiltásai és üldöztetései azonban elsősorban nem a szerzőknek, hanem a diákoknak szóltak. Az 1971-ben megjelent „Hrvatski pravopis” (Horvát helyesírás) könyvet a hatóságok betiltották és elégették. Egy nyugatra kicsempészett példányt Londonban nyomtattak ki, mely „Londonac” néven lett ismert. A felbomló Jugoszlávia utolsó másfél évtizedében hat kiadást ért meg, és félig illegálisan volt használatban (jelenleg a 4. kiadás a hivatalos horvát helyesírás). A hatóságok által „usztasának” és „gyökérnek” nyilvánított munka az elmúlt három évtized során sok változáson ment keresztül. Lényege, hogy egy Ivan Broz és Dragutin Boranić munkásságán alapuló fonológiai vagy fonetikai helyesírásról van szó, amelyet szerző triója az uralkodó horvát irodalmi hagyománynak megfelelően szigorúbban és szisztematikusabban alkotott meg. A helyesírást leginkább a címben szereplő „horvát” szó miatt tiltották be. Az iskolai nyelvtannak szánt „Pregled gramatike hrvatskoga književnoga jezika” (A horvát irodalmi nyelv nyelvtanának áttekintése) című könyv sem volt szerencsésebb. Amint a név „horvát-szerb”-ről „horvát irodalmi”-ra változott, jött a tilalom.
Babić hosszú ideig volt a „Jezik” folyóirat szerkesztője, páratlan tapasztalattal. A folyóirat szerepe főként a kommunista elnyomás idején volt kiemelkedő, különösen az 1960-as és 1970-es években, amikor Babić gyakran harcolt ideológiai biztosokkal, akik az egységes délszláv nyelv érdekében megpróbálták elnyomni a horvát nyelvben a kifejezetten horvát vonásokat.
Babić tudományos munkái számos folyóiratban, szakmai munkában és közleményben jelennek meg, de legfontosabb munkája kétségtelenül a „Tvorba riječi u hrvatskome književnom jeziku” (A szavak kialakulása a horvát irodalmi nyelvben, első kiadás 1986, harmadik kiadás 2003) még mindig a legjobb munka a témában. Babić fő tudományos érdeklődési köre a szóalkotás, a morfológia és a helyesírás területe, befolyása valószínűleg meghatározó marad a következő évtizedekben is.
Nem elhanyagolható Babić nyelvi tanácsadó, egyfajta nyelvi népszerűsítő, a horvát nyelv tisztaságáért és eredetiségéért harcoló és rovatvezetői szerepe (A „Vjesnik”, „Večernji list” és „Fokus” folyóiratokban) sem. Babić szakmai vitáit számos könyv tartalmazza, köztük a „Hrvatski jučer i danas” (A horvát tegnap és ma), a „Hrvatski jezik u političkom vrtlogu” (A horvát nyelv a politikai örvényben) és a „Hrvatska jezikoslovna prenja” (A horvát nyelvi ág). A kommunizmus időszakában kimerítő vitákat folytatott az egységpárti, szerb-horvát kommunista nyelvészekkel, de ugyanígy az rendszerváltás után a „nagyhorvát” nézeteket vallókkal is, akik igazi hajszát folytattak az ún. szerbizmusokkal szemben. Közismert a vitája például „mrki medvjed” (barnamedve) elnevezés körül, amit a nyelvi puristák újonnan alkotott szerbizmusnak nyilvánítottak. Így a szerbhorvátságból (mely időközben majdnem megbukott) a krobotizmus lett Babić fő ellenfele. Így fordulhatott elő, hogy az 1990-es években Stjepan Babićot, aki a kommunista korszakban ügyeletes „usztasa” és „ultranacionalista” volt, most már „szerb ügynöknek”  kiáltották ki, mert határozottan ellenállt a különböző nyelvi szélsőségeknek.
A nyelv és más kultúra számos területén létfontosságú, állandóan az események középpontjában álló Stjepan Babić akadémikus mindig a nyelvi események forgatagában volt. A 20. század talán legjelentősebb horvát ortográfusaként a horvát helyesírás mellett 2005-ben Milan Moguš-sal és Sanda Hammal közösen publikálta a „Hrvatski školski pravopis” (Horvát iskolai helyesírás) tankönyvet.

## Fő művei
Babić egyike volt a legtermékenyebb horvát nyelvészeknek több, mint 600 munkája (könyvek, újságcikkek, vitairatok, tanulmányok) jelent meg. Ezek közül a legjelentősebbek:
- Jezik, Školski leksikon, Zagreb, 1963
- Gramatika hrvatskoga jezika, Zagreb, 1966
- Pregled gramatike hrvatskoga književnog jezika, Zagreb, 1973
- Gramatika hrvatskoga jezika: priručnik za osnovno jezično obrazovanje, Zagreb (társszerző: Stjepko Težak)
- Hrvatski pravopis (London, 1972, társszertők: Milan Moguš és Božidar Fink)
- Tvorba riječi u hrvatskom književnom jeziku, objavljena u tri izdanja, Zagreb, 1986. *Hrvatski jezik u političkom vrtlogu, Zagreb, 1990 (társszerzők: Ante Pelivan, Danica Pelivan)
- Povijesni pregled, glasovi i oblici hrvatskoga književnog jezika, Zagreb, 1991
- Hrvatska jezikoslovna čitanka, Zagreb, 1990
- Tisućljetni jezik naš hrvatski, prir., Zagreb, 1991 (társszerző: Ante Pelivan)
- Hrvatski jučer i danas, Zagreb, 1995
- Sročnost u hrvatskome književnome jeziku, Zagreb, 1998
- Hrvatska jezikoslovna prenja, Zagreb, 2001
- Prijedlog za ukidanje hrvatskoga jezika, Slavonski Brod, 2003
- Hrvanja hrvatskoga, Zagreb, 2004
- Hrvatski školski pravopis, Zagreb, 2005 (társszerzők: Milan Moguš és Sanda Ham)
- Temelji hrvatskomu pravopisu, Zagreb 2005
- Glasovi i oblici hrvatskoga književnoga jezika – poglavlje Morfologija, Zagreb, 2007 (társszerző: Stjepko Težak)
- Hrvatski školski pravopis: usklađen sa zaključcima Vijeća za normu hrvatskoga standardnog jezika, Zagreb, 2008. ISBN 978-953-0-40026-9, társszerzők: Milan Moguš és Sanda Ham)
- Hrvatski jezik slavonskih pisaca, Slavonski Brod, 2009
- Hrvatski pravopis, Zagreb, 2010 (társszerző: Milan Moguš)

## Fordítás
Ez a szócikk részben vagy egészben  a   Stjepan Babić című horvát Wikipédia-szócikk ezen változatának fordításán alapul.  Az eredeti cikk szerkesztőit annak laptörténete sorolja fel. Ez a jelzés csupán a megfogalmazás eredetét és a szerzői jogokat jelzi, nem szolgál a cikkben szereplő információk forrásmegjelöléseként.